# Ardisia micranthera
Ardisia micranthera är en viveväxtart som beskrevs av Pitard. Ardisia micranthera ingår i släktet Ardisia och familjen viveväxter. Inga underarter finns listade i Catalogue of Life.